# Stanisław Mordwa
Stanisław Mordwa (ur. 1967 w Przasnyszu) – polski  geograf, specjalista w zakresie geografii społeczno-ekonomicznej i gospodarki przestrzennej, wykładowca Wydziału Nauk Geograficznych Uniwersytetu Łódzkiego.

## Życiorys
Syn Czesława i Teresy (ur. 1934). W 1991 zawarł związek małżeński z Agnieszką, z domu Łodo. Absolwent Liceum Ogólnokształcącego im. Komisji Edukacji Narodowej w Przasnyszu (1986). W 1991 roku ukończył geograficzne studia magisterskie na Uniwersytecie Łódzkim. Doktoryzował się na macierzystej uczelni na podstawie napisanej pod kierunkiem Jerzego Dzieciuchowicza rozprawy zatytułowanej Wyobrażenia przestrzenne o miastach Polski Środkowej. Stopień naukowy doktora habilitowanego uzyskał w 2015 r. w oparciu o pracę Przestępczość i poczucie bezpieczeństwa w przestrzeni miasta. Przykład Łodzi. Specjalizuje się w geografii  społecznej, badaniu przestrzennych aspektów przestępczości i kształtowaniu przestrzeni bezpiecznej[1].
Z Uniwersytetem Łódzkim związany jest zawodowo od 1991 r., a od 2016 r zatrudniony jest na stanowisku profesora UŁ. W latach 2016–2020 był członkiem Senatu UŁ. Od 2022 r. pełni funkcję dyrektora Instytutu Zagospodarowania Środowiska i Polityki Przestrzennej.
Wyróżniony m.in. Nagrodą Towarzystwa Urbanistów Polskich (1991, za pracę magisterską) i odznaczony Medalem Komisji Edukacji Narodowej (nr 159437 z 18 lipca 2017 r.).

## Wybrane publikacje
- Wyobrażenia przestrzeni miast Polski Środkowej. Na podstawie badań grupy młodzieży licealnej (2003), Wydawnictwo Uniwersytetu Łódzkiego, Łódź.
- Rola wyznań religijnych w kształtowaniu przestrzeni miejskiej Łodzi (2004), Wydawnictwo Uniwersytetu Łódzkiego, Łódź, współaut.: Dzieciuchowicz J., Klima E., Retkiewicz W.
- Struktura i typologia przestrzenna przestępczości w Polsce – przykład wykorzystania walidacji liczby skupień w metodzie k-średnich (2012), „Acta Universitatis Lodziensis. Folia Geographica Socio-Oeconomica”, nr 12, s. 89–110.
- Przestępczość i poczucie bezpieczeństwa w przestrzeni miasta. Przykład Łodzi (2013), Wydawnictwo Uniwersytetu Łódzkiego, Łódź.
- Dysproporcje przestrzenne wybranych zjawisk patologii społecznych w Łodzi (2014), [w:] A. Suliborski, M. Wójcik (red.), Dysproporcje społeczne i gospodarcze w przestrzeni Łodzi. Czynniki, mechanizmy, skutki, Wydawnictwo Uniwersytetu Łódzkiego, Łódź.
- Techniki GIS – w poszukiwaniu hot spotów przestępczości (2015), „Archiwum Kryminologii”, t. XXXVII, s. 279–302.
- The Geography of Crime in Poland and Its Interrelations with Other Fields of Study (2016), „Geographia Polonica”, 89(2), s. 187–202.
- Czynniki zagrożeń przestępczością w przestrzeni miasta (2020), „Archiwum Kryminologii”, t. XLII, nr 2, s. 67–98, współaut.: Laskowska P.
- The Influence of Land Cover on the Spatial Distribution of Fire Sites: A Case Study of Łódzkie Voivodeship, Poland (2020), „European Spatial Research and Policy”, Vol. 27, No. 2, s. 67–98, współaut.: Ostrowska M.
- Public transport stops and crime within the city space. The case of Stare Bałuty in Łódź (2022), „Prace Komisji Geografii Komunikacji PTG”, 25(4), s. 26-39.